# 31139 Garnavich
31139 Garnavich è un asteroide della fascia principale. Scoperto nel 1997, presenta un'orbita caratterizzata da un semiasse maggiore pari a 2,4165350 UA e da un'eccentricità di 0,1477652, inclinata di 1,37196° rispetto all'eclittica.